# باشگاه فوتبال هرتفورد تاون
باشگاه فوتبال هرتفورد تاون (به انگلیسی: Hertford Town Football Club) یک باشگاه فوتبال در شهر هرتفورد، کشور انگلستان است که در سال ۱۹۰۸ میلادی تأسیس شده‌است.